# Vikev čtyřsemenná

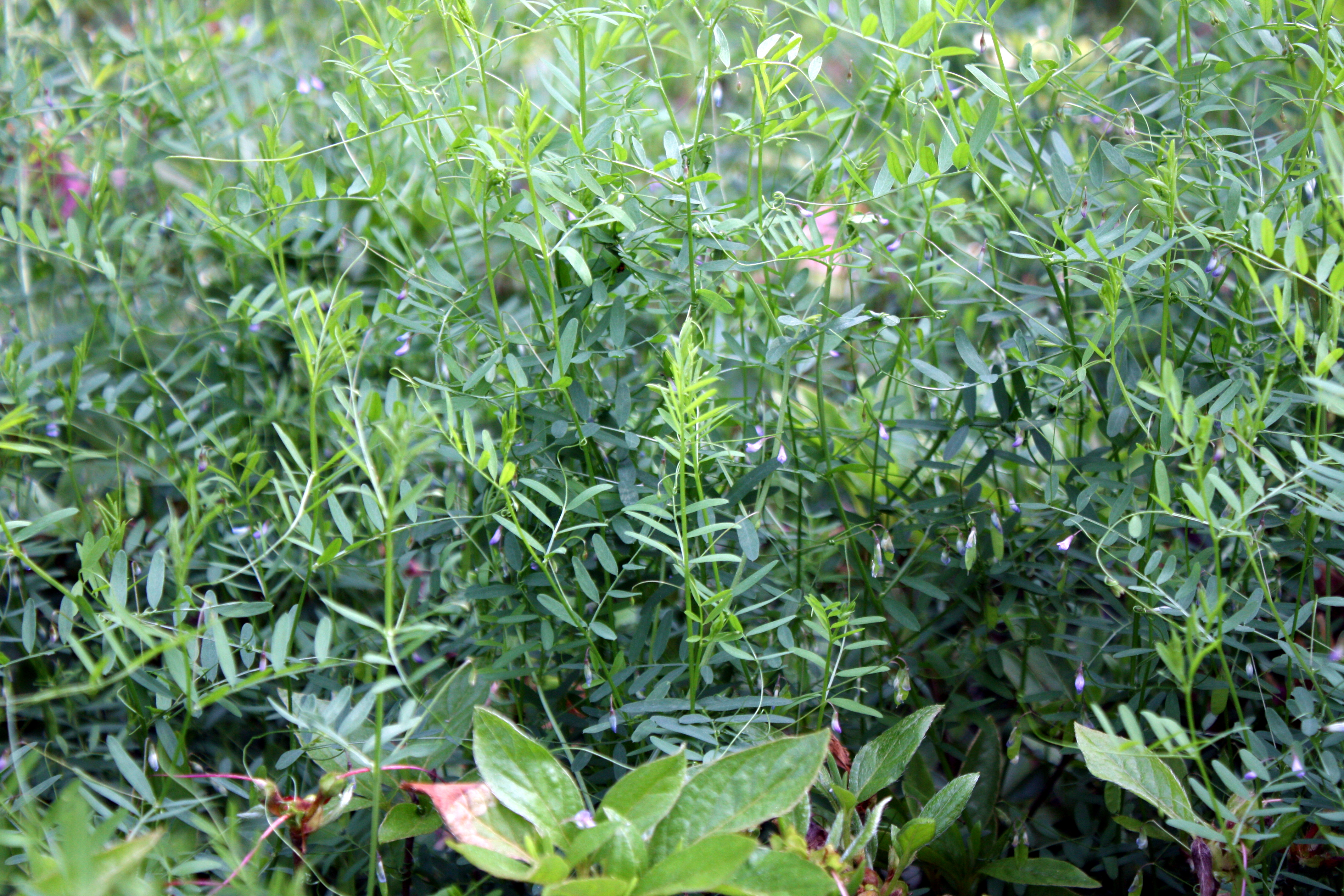
Porost viky čtyřsemenné

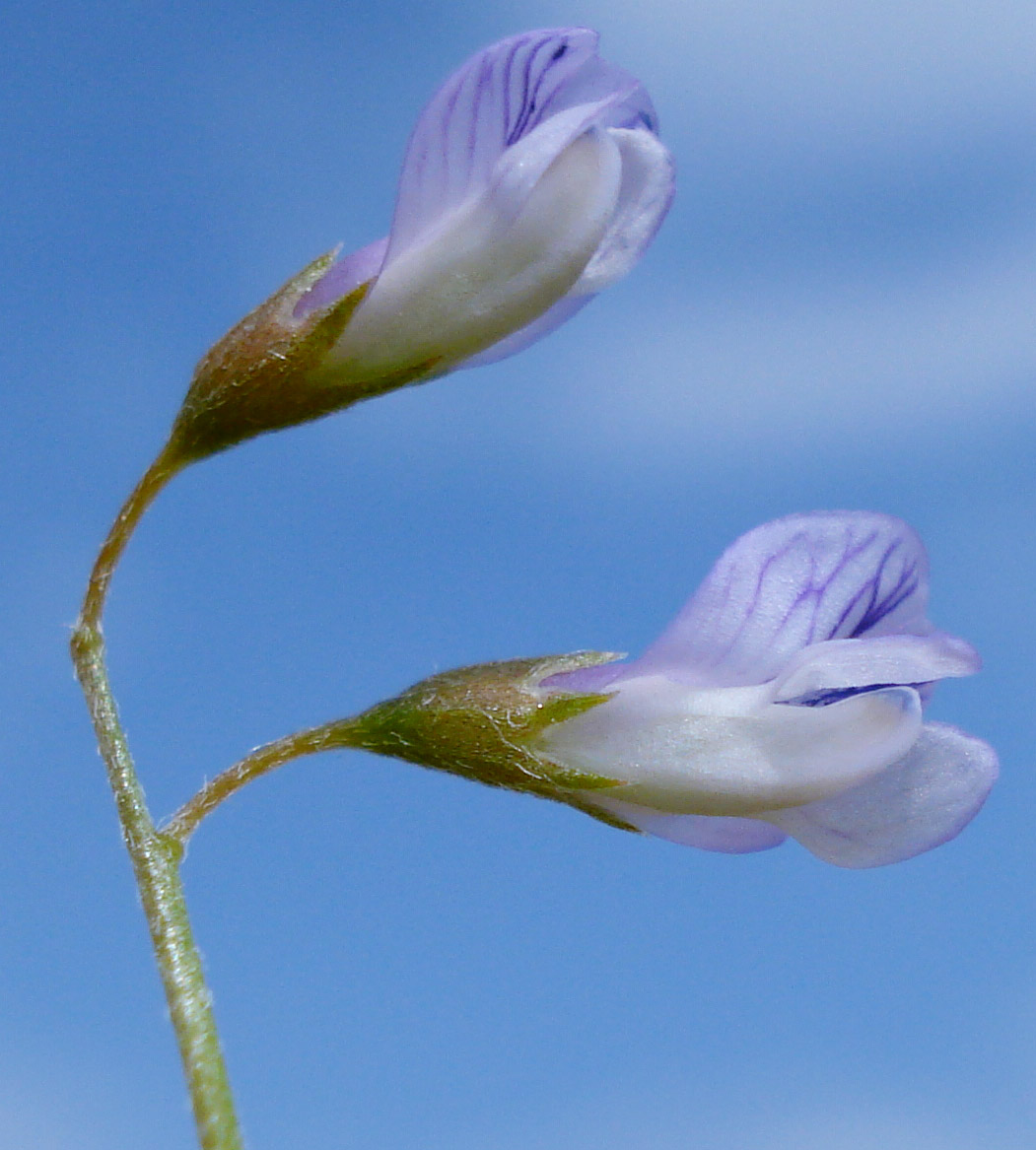
Květenství

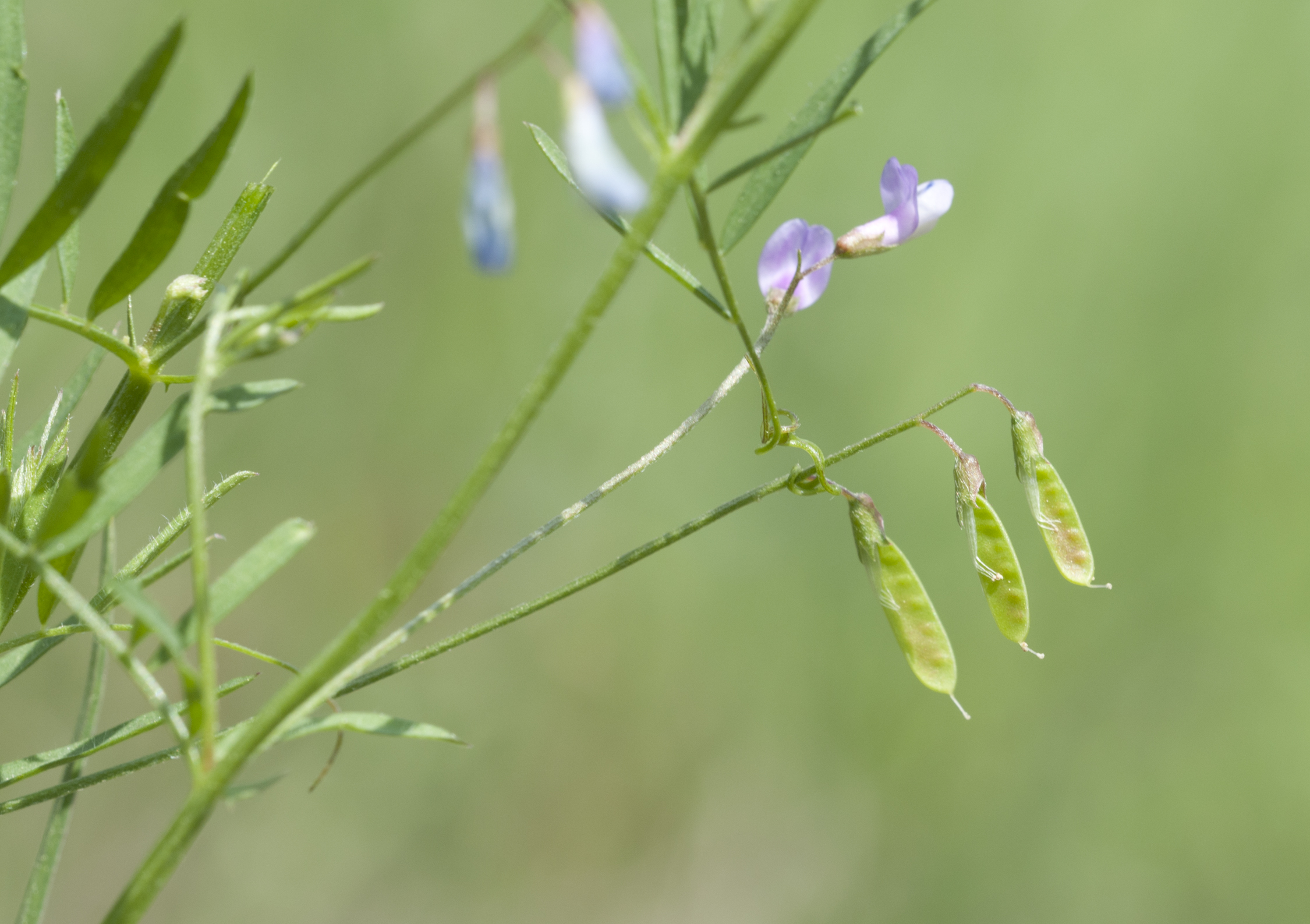
Zrající lusky

Vikev čtyřsemenná (Vicia tetrasperma) je jednoletá rostlina s poléhavou či popínavou lodyhou dlouhou 20 až 60 cm, která má květy bílé až růžově fialové. Tento v české přírodě původní druh je sice počítán mezi jeteloviny, ale mezi tzv. nekulturní. Účelově se nepěstuje, tvořívá pouze přirozenou složku travních porostů. Druhové jméno „čtyřsemenná“ je odvozeno z počtu čtyř semen obsažených v lusku.

## Rozšíření
Původní areál vikve čtyřsemenné je rozložen téměř po celé Evropě a dále východním směrem přes Ural, Sibiř, Kavkaz, Střední východ, Střední Asii, Čínu a Dálný východ až do Japonska, s odbočkou do severních států Afriky a ostrovů Makaronésie. Lidmi byla druhotně rozšířena do Spojených států amerických a Kanady v Severní Americe, do Chile v Jižní Americe, Jihoafrické republiky na jihu Afriky, do Austrálie i na Nový Zéland.
V České republice se vyskytuje od nížin do středních poloh roztroušeně až hojně, do vyšších poloh zasahuje jen podél komunikací a stává se tam synantropním druhem. Nejvíce se rozvíjí na středně vlhkých až sušších loukách se střední zásobou živin.

## Ekologie
Tento terofyt obvykle roste na loukách, pastvinách, polích, úhorech, vinicích, v roklinách, lomech, písčinách, křovinách, na mýtinách vlhkých lesů, slatinách i rašeliništích. Vyskytuje se na sušších i mokrých stanovištích, v půdách písčitých i jílovitých, na podložích slabě bazických nebo slabě kyselých, od planárního do subalpínského stupně, většinou ale na teplejších stanovištích. Bylina využívá ovíjivý úponek na konci listu jako oporu pro pnoucí se lodyhu. Počet chromozomů 2n = 14, stupeň ploidie x = 2.
Na jaře vysetá semena se vyvíjejí rychle, rostlina kvete již od května do června, semena dozrávají v červenci a srpnu. Mají rozličně dlouhou dobou dormance a někdy během vlhkého podzimu vyklíčí a přečkají zimní období pod sněhem, stanou se tak rostlinami ozimými.

## Popis
Jednoletá až ozimá bylina, vyrůstající z tenkých, pevných kořenů, která má popínavou nebo poléhavou lodyhu dlouhou 30 až 60 cm, ojediněle až 100 cm. Lodyha je tenká, chabá, od báze rozvětvená, na průřezu hranatá, roztroušeně chlupatá či lysá. Palisty jsou zelené, pološípovité až kopinaté, špičaté, dlouhé 2,5 až 5 mm a většinou jemně chlupaté. Střídavě vyrůstající složené listy jsou sudozpeřené, mívají dva až čtyři páry lístků a jejich vřeteno je zakončeno jednoduchým či větveným úponkem nebo jen hrotem. Lístky jsou krátce řapíčkaté, eliptické, podlouhlé až čárkovité, průměrně 20 mm dlouhé a 5 mm široké, lysé, na bázi jsou pozvolna zúžené a na vrcholu okrouhlé s nasazenou špičkou.
Z paždí opadavých listenů vyrůstají na společné stopce drobné, pětičetné, šikmo odstálé, jeden či dva květy. Každý květ má 3 mm dlouhý, zvonkovitý, řídce chlupatý, zelený kalich, jehož pět trojúhelníkovitých lístků nebývá stejně velkých. Koruna je asi 5 mm dlouhá, nestejnobarvá, její obvejčitá pavéza je světle fialová až světle růžová, o něco kratší křídla jsou světlejší, a ještě kratší člunek je bělavý s tmavě modrou skvrnou na špici. V květu je deset tyčinek s prašníky, devět je srostlých do zahnuté trubičky a jediná je volná, pod trubičkou je nektarium. Podlouhlý, jednodílný semeník se čtyřmi vajíčky nese nitkovitou čnělku s kartáčovitou bliznou. Květy jsou samosprašné a bývají opylovány převážně čmeláky.
Plody jsou podlouhlé, žlutohnědé, lysé, neopadavé lusky bez přepážek a přihrádek, které se ve zralosti následkem hydroskopické reakce otevírají dvěma švy a vypouštějí semena. Lusky jsou 10 až 12 mm dlouhé, 4 mm široké a obsahují nejčastěji čtyři semena, v místech semen bývají slabě vypouklé. Semena jsou kulovitá či sférická, velká asi 1,5 mm, hladká, šedozelená až hnědozelená s tmavými skvrnami.

## Rozmnožování
Rostlina vyprodukuje 70 až 150 semen, která se většinou bez lidského přičinění nedostanou daleko od mateřské rostliny. Po opuštění lusku většinou potřebují ještě nějakou dobu na fyziologické dozrání, proto často tentýž rok neklíčí. Pokud semeni skončila dormance, je blízko k povrchu a má dostatek vláhy, klíčí stejně dobře na podzim jako na jaře. Klíčivost si semena udržují po dlouhou dobu, ve vlhkých létech vyklíčí hromadně i několik let stará.

## Význam
Vikev čtyřsemenná (obdobně jako většina bylin čeledě bobovitých) hostí na svých kořenech symbiotické bakterie rodu Rhizobium, které jímají vzdušný dusík a zásobují jím rostlinu. Je proto výhodná pro zelené hnojení, neboť půdu obohatí o humus a navíc dusík obsažený v rostlině se po jejím zaorání dostane do půdy.
Zelená rostlina je pro býložravá zvířata poživatelná, má poměrně dobrou stravitelnost i vysoký obsah dusíkatých látek. Naopak zralá semena jsou hořká a mají špatnou nutriční hodnotu, obdobně jako u většiny druhů rodu vikev. Obsahují bazickou aminokyselinu kanavanin, která působí jako inhibitor proteinové syntézy, který brzdí metabolický proces v buňce při tvorbě bílkovin z aminokyselin. Z antinutričních látek se dále v semenech vyskytují kyanogenní glykosidy vicin, vicianin a konvicin, které při déletrvající konzumaci i vařených semen vyvolávají onemocnění fabismus (zvané také vicismus), jenž způsobuje hemolytickou anémii, rozpad červených krvinek, u lidí nazývaný chudokrevnost. Semena dále obsahují toxické lathyrogeny, které při hojném požívání způsobí onemocnění lathyrismus, jenž u lidí způsobuje atrofii dolních končetin, obdobně škodí i zvířatům.
Dříve se vikev čtyřsemenná vysévala na málo výživných půdách ve směsce s ječmenem a sklízela nazeleno jako pícnina, v současné době se od toho již téměř upustilo. Tato rostlina se ve vlhkých létech občas hromadně objeví jako nepříjemný plevel v obilovinách, ve kterých se pne po obilných stéblech a za deště a větru zapříčiňuje jejich poléhání.